# Fulgence Muteba Mugalu
Fulgence Muteba Mugalu (Kongolo, 9 luglio 1962) è un arcivescovo cattolico della Repubblica Democratica del Congo, dal 22 maggio 2021 arcivescovo metropolita di Lubumbashi e dal 1º luglio 2024 presidente della Conferenza episcopale nazionale del Congo.

## Biografia
È nato a Kongolo il 9 luglio 1962.

### Formazione e ministero sacerdotale
Dopo aver frequentato il seminario è stato ordinato sacerdote il 5 agosto 1990.
Dopo aver conseguito la laurea in teologia pastorale all'università di Montréal in Canada, ha assunto il ruolo di docente di teologia a Lubumbashi e all'università cattolica di Kinshasa.
Ha ricoperto anche il ruolo di segretario generale della Conferenza episcopale nazionale del Congo.

### Ministero episcopale
Il 18 marzo 2005 papa Giovanni Paolo II lo ha nominato vescovo di Kilwa-Kasenga.
Ha ricevuto l'ordinazione episcopale il 23 luglio 2005 dalle mani del vescovo di Kalemie-Kirungu Dominique Kimpinde Amando, co-consacranti il vescovo di Kongolo Jérôme Nday Kanyangu Lukundwe e il vescovo di Kolwezi Nestor Ngoy Katahwa.
Da vescovo è stato presidente della commissione episcopale della dottrina della fede e presidente del Consiglio d'amministrazione dell'università cattolica della Repubblica Democratica del Congo; inoltre si è occupato di riconciliare gli ex gruppi ribelli e di proteggere le risorse naturali della sua regione.
Dal 3 dicembre 2020 al 2 febbraio 2024 ricopre l'ufficio di amministratore apostolico di Kamina.
Il 22 maggio 2021 papa Francesco lo ha promosso arcivescovo metropolita di Lubumbashi. Ha preso possesso dell'arcidiocesi il successivo 10 luglio, ricevendo il pallio dal nunzio apostolico della Repubblica Democratica del Congo Ettore Balestrero.
Dal 1º luglio 2024 è presidente della Conferenza episcopale nazionale del Congo.

## Genealogia episcopale e successione apostolica
La genealogia episcopale è:
- Cardinale Scipione Rebiba
- Cardinale Giulio Antonio Santori
- Cardinale Girolamo Bernerio, O.P.
- Arcivescovo Galeazzo Sanvitale
- Cardinale Ludovico Ludovisi
- Cardinale Luigi Caetani
- Cardinale Ulderico Carpegna
- Cardinale Paluzzo Paluzzi Altieri degli Albertoni
- Papa Benedetto XIII
- Papa Benedetto XIV
- Papa Clemente XIII
- Cardinale Enrico Benedetto Stuart
- Papa Leone XII
- Cardinale Chiarissimo Falconieri Mellini
- Cardinale Camillo Di Pietro
- Cardinale Mieczysław Halka Ledóchowski
- Cardinale Jan Maurycy Paweł Puzyna de Kosielsko
- Arcivescovo Józef Bilczewski
- Arcivescovo Bolesław Twardowski
- Arcivescovo Eugeniusz Baziak
- Papa Giovanni Paolo II
- Vescovo Dominique Kimpinde Amando
- Arcivescovo Fulgence Muteba Mugalu

La successione apostolica è:
- Vescovo Léonard Kakudji Muzinga (2024)
- Vescovo Désiré Lenge Mukwenye (2024)